# Elżbieta Krzesińska
Elżbieta Maria Krzesińska, z domu Duńska ps. Złota Ela (ur. 11 listopada 1934 w Młocinach, zm. 29 grudnia 2015 w Warszawie) – jedna z najwybitniejszych polskich lekkoatletek, specjalistka skoku w dal, mistrzyni i wicemistrzyni olimpijska, rekordzistka świata. Z powodzeniem uprawiała też inne konkurencje - wygrywała zawody, ustanawiała rekordy Polski w skoku wzwyż i biegu na 80 m przez płotki. Nosiła charakterystyczny, długi blond warkocz, który był jej znakiem rozpoznawczym. Po zakończeniu kariery sportowej praktykowała jako lekarz stomatolog.

## Życiorys

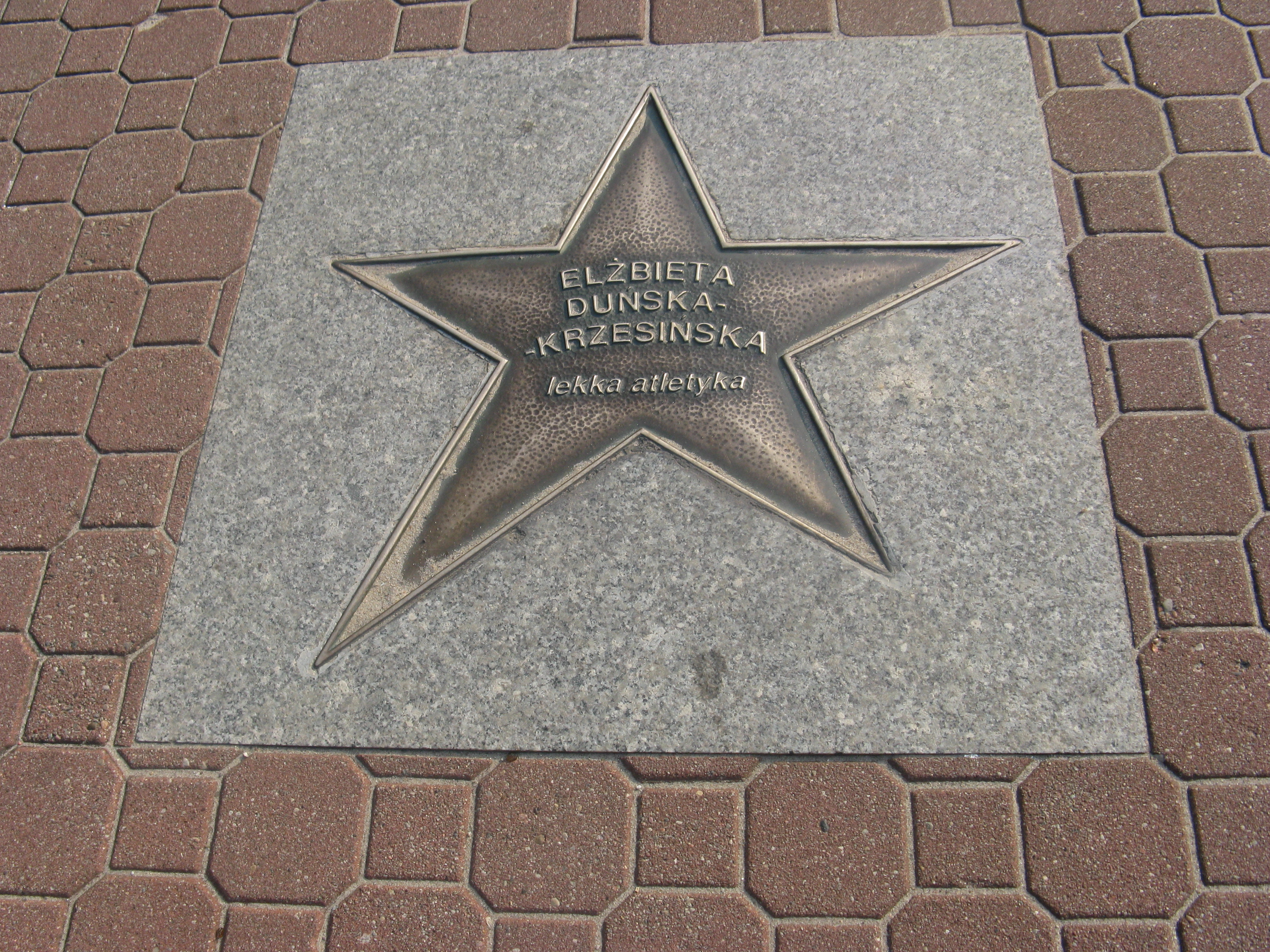
Gwiazda w Alei Gwiazd sportu we Władysławowie

Córka Józefa. Od urodzenia do powstania warszawskiego mieszkała z rodzicami i dwoma braćmi w Młocinach. W trakcie walk ich dom spłonął i rodzina musiała się ewakuować. Po wyzwoleniu zamieszkali w Elblągu. Tu Elżbieta Duńska uczęszczała do Gimnazjum i Liceum im. Kazimierza Jagiellończyka w Elblągu i zdawała maturę. W Elblągu też rozpoczęła się przypadkowo jej kariera sportowa – pod koniec roku szkolnego, z powodu licznych nieobecności na lekcjach wf, nauczyciel oznajmił jej, że otrzyma od niego na świadectwie piątkę, jeśli przeskoczy poza narysowaną przez niego na piasku skoczni linię. Skok zaliczeniowy wypadł znakomicie, wylądowała daleko poza linią, co zwróciło na nią szczególną uwagę nauczycieli i pozwoliło odkryć jej wyjątkowy talent.
Elżbieta Duńska po maturze zdała egzaminy na Akademię Medyczną w Gdańsku. Została lekarzem stomatologiem. W Gdańsku podczas studiów rozpoczęła intensywny trening lekkoatletyczny. Od 1952 r. jej trenerem został tyczkarz i olimpijczyk Andrzej Krzesiński, z którym pobrali się 1 stycznia 1955 roku.
Trzykrotnie startowała w igrzyskach olimpijskich: Helsinki (1952), Melbourne (1956), Rzym (1960).
Podczas debiutu olimpijskiego w Helsinkach, w 1952 roku, mimo znakomitego skoku, sędziowie sklasyfikowali ją dopiero na 12. miejscu. Przyczyną degradacji polskiej zawodniczki był jej długi warkocz, który przy lądowaniu, gdy miała odchyloną do tyłu głowę, pierwszy dotknął piasku i zostawiał na nim długi ok. 60 cm ślad. W tej niecodziennej sytuacji sędziowie przerwali zawody, by rozważyć jaką odległość skoku jej uznać – od belki do początku śladu warkocza, czy do śladu ciała. Mając mało czasu i wobec ostrego protestu Węgrów, orzekli, że „warkocz jest częścią ciała” i od odległości, która dawała Polce 2. miejsce, odjęli „warkoczowe”. Skutkiem tego zamiast na olimpijskim podium Elżbieta Duńska „wylądowała” w Helsinkach na 12. miejscu. Po tym finale w Polsce wywiązała się „warkoczowa debata narodowa” – słyszało się hasło „Duńska, obetnij warkocz, bo nie chcemy tracić centymetrów!”, jak również „Duńska, nie obcinaj warkocza, bo jest on własnością narodu”. Po tych doświadczeniach Ela przed następnymi igrzyskami przezornie skróciła warkocz.
Z igrzysk w Helsinkach pochodzi również słynne zdjęcie, wykonane w trakcie skoku treningowego, na którym bosa Elżbieta z blond warkoczem szybuje nad piaskiem skoczni.
Na igrzyskach w Melbourne, w 1956 roku, Elżbieta startowała już pod nazwiskiem Krzesińska i była bezkonkurencyjna – w finale wyrównała własny rekord świata – 6,35 m, ustanowiła tym samym nowy rekord olimpijski i zdobyła złoty medal. Było to jedyne złoto dla Polski na tych igrzyskach. W Polsce zapanowała euforia, a „Złota Ela” w Gdańsku była noszona na rękach. Dostawała zewsząd gratulacje, wiele z nich przechowuje do dziś. Jeden z telegramów brzmiał: „Przy dźwiękach Jeszcze Polska nie zginęła, Bóg zapłać!, Pyrkowie, Australia”. Krzesińska była także zgłoszona do biegu na 80 metrów przez płotki, jednak ta konkurencja odbywała się niemal jednocześnie ze skokiem w dal, więc ostatecznie zrezygnowała z występu na tym dystansie.
Na dwa miesiące przed igrzyskami w Rzymie, w 1960 r., na zgrupowaniu w Spale, doznała kontuzji. Podczas wykonywania skoku pechowo uderzyła piętą w wystającą deskę skoczni, doznała ciężkiego stłuczenia kości piętowej. Powstał duży niegojący się wysięk. Uraz wyłączył ją zupełnie z treningu, przez kolejne tygodnie poruszała się o kulach. Na dwa tygodnie przed igrzyskami, zdecydowała się na bardzo ryzykowny zabieg, na likwidację wysięku i stanu zapalnego silnym naświetlaniem promieniami RTG. Terapia poskutkowała i zawodniczka wyruszyła do Rzymu. W drodze koleżankom z reprezentacji oświadczyła, że mimo wszystko zamierza zdobyć złoto i jeśli się to uda, to na kolanach wróci ze stadionu do wioski olimpijskiej. W dniu finałów pech dał znać o sobie jeszcze raz. W porannych eliminacjach w pierwszych skokach łatwo uzyskała awans do finału. Wróciła więc do wioski, ale kolce zostawiła w roztargnieniu przy bieżni. Gdy po południu przybyła na stadion, by wziąć udział w rozstrzygających skokach, okazało się, że jej buty zniknęły i „Złota Ela” nie ma w czym skakać. W opresji poratował ją „Adidas”, który awaryjnie, na prośbę Tadeusza Starzyńskiego, trenera Józefa Szmidta i kadry trójskoczków, wypożyczył jej na czas finału, o dwa numery za duże, męskie kolce sprinterskie. Mimo tych wszystkich zdarzeń, osłabiona kontuzjami i w butach z zawiniętymi noskami Elżbieta Krzesińska na rzymskich igrzyskach skoczyła drugi wynik i została wicemistrzynią olimpijską. Złoto w Rzymie zdobyła Wira Krepkina, której w tym sukcesie znacząco dopomogła sama Krzesińska – od początku finału Krepkina miała kłopot z dobraniem rozbiegu i zwróciła się o pomoc do Polki. Krzesińska, która na ten czas miała oddane dłuższe skoki, doradziła rywalce, co zrobić by poprawić rozbieg. Rada okazała się skuteczna, bowiem Krepkina w kolejnym skoku (6,29 m) idealnie „trafiła w deskę”, przeskoczyła „Złotą Elę” (6,27 m) i zdobyła złoty medal olimpijski. Po zawodach w polskiej reprezentacji żartowano, że Ela nie wygrała, bo pewnie nie chciała zedrzeć sobie kolan w drodze do wioski olimpijskiej.
Na Mistrzostwach Europy Elżbieta Krzesińska zdobyła dwa medale: brązowy w Bernie 1954 i srebrny w Belgradzie 1962. W Sztokholmie w 1958 nie startowała, gdyż w tym roku urodziła córkę.
Była rekordzistką świata w skoku w dal (6,35 m) (1956).
Wielokrotnie zdobywała mistrzostwo Polski w wielu konkurencjach: skoku w dal (1952, 1953, 1954, 1957, 1959, 1962, 1963), w biegu na 80 m przez płotki (1957) oraz w pięcioboju (w 1953 i 1962). Ustanawiała rekordy Polski we wszystkich tych konkurencjach, jak również w skoku wzwyż.
Rekordy życiowe:

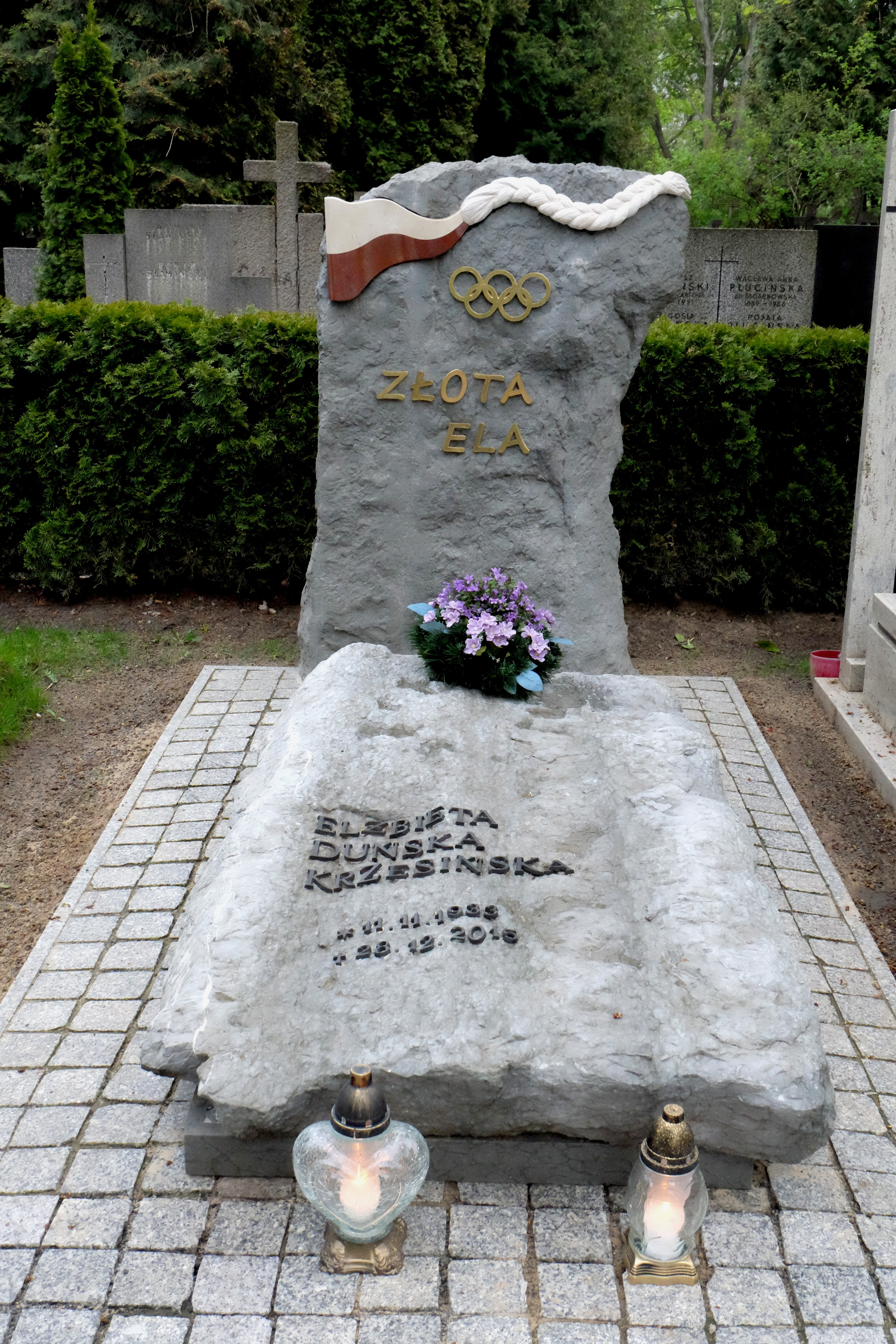
Grób Elżbiety Krzesińskiej na Cmentarzu Wojskowym na Powązkach w Warszawie

- skok w dal – 6,35 m (20 sierpnia 1956, Budapeszt i 27 listopada 1956, Melbourne)
- bieg na 100 metrów – 12,1 s (18 sierpnia 1962, Elbląg)
- bieg na 200 metrów – 25,7 s (7 sierpnia 1954, Budapeszt)
- bieg na 80 m przez płotki – 11,0 s (1 lipca 1961, Poznań)
- skok wzwyż – 1,625 m (28 sierpnia 1955, Olecko).

Była zawodniczką klubów: Spójnia Gdańsk (1949-1956), LKS Sopot (1957-1960), SLA Sopot-Spójnia Gdańsk (1961-1963) i Skra Warszawa (1964-1965).
Jan Mulak, twórca polskiego Wunderteamu lekkoatletycznego lat 50. i 60., zwykł mówić, że to Elżbieta Krzesińska, a nie Irena Szewińska była największym żeńskim talentem lekkoatletycznym, jaki spotkał w swoim życiu.
Zwyciężyła w Plebiscycie Przeglądu Sportowego w 1956 na najwybitniejszego sportowca Polski. W tym plebiscycie zajmowała też: w 1954 – 7. miejsce, w 1957 – 8. miejsce, a w 1960 była szósta.
Po zakończeniu kariery pracowała jako stomatolog. W 1981, tuż przed stanem wojennym, wyjechała do męża, który pracował jako trener w Wielkiej Brytanii. Niebawem wspólnie przenieśli się do USA. Tam mieszkali 20 lat. Elżbieta Krzesińska pracowała jako trener lekkiej atletyki. W 2000 powróciła z mężem do Polski i zamieszkała w Warszawie.
W 1994 wydała swoje wspomnienia, w książce pt. Zamiatanie warkoczem.
Postanowieniem prezydenta RP Aleksandra Kwaśniewskiego z 14 grudnia 1999 została odznaczona Krzyżem Komandorskim Orderu Odrodzenia Polski za wybitne zasługi dla rozwoju sportu, za osiągnięcia w działalności na rzecz Polskiego Związku Lekkiej Atletyki.
Zmarła w nocy z 28 na 29 grudnia 2015 po długiej chorobie. Została pochowana 13 stycznia 2016 w Alei Zasłużonych na Cmentarzu Wojskowym na warszawskich Powązkach (kwatera G-tuje-18).